# Dictyophara afghana
Dictyophara afghana är en insektsart som beskrevs av Dlabola 1986. Dictyophara afghana ingår i släktet Dictyophara och familjen Dictyopharidae. Inga underarter finns listade i Catalogue of Life.